# Floridaceras
Floridaceras is een geslacht van uitgestorven neushoorns. Deze soort leefde tijdens het Midden-Mioceen op het Amerikaanse continent.

## Uiterlijk en leefwijze
Floridaceras had het formaat van een hedendaagse zwarte neushoorn, maar was wel slanker gebouwd met langere poten. Floridaceras was een hoornloze neushoorn. Hoewel hoorns ontbraken, waren de onderste snijtanden bij dit dier verlengd tot een soort van slagtanden die waarschijnlijk een rol speelden bij de zelfverdediging. Op basis van het gebit kan geconcludeerd worden dat Floridaceras een bladeter was. Opmerkelijk genoeg had deze neushoorn vier tenen aan de voorste voeten in vergelijking tot de gebruikelijke drie tenen per voet bij neushoorns.

## Fossiele vondsten
Fossielen van Floridaceras zijn bekend uit Florida en Gaillard Cut in Panama.